# Чор-Бакр
Чор-Бакр — некрополь, що знаходиться у селищі Сумітан у передмісті Бухари в Узбекистані. Селище Сумітан знаходиться у Бухарській області Узбекистану у п'яти кілометрах на захід від Бухари по прямій або у восьми кілометрах по дорозі. Раніше селище було притулком дервішського ордена ходжагонів, який служив опорою ханської влади.
У некрополі Чор-Бакр знаходяться поховання шейхів із роду Джуйбарських сеїдів. Сам некрополь — це досить великий архітектурний комплекс, внесений до каталогу ЮНЕСКО. Назва некрополя «Чор-Бакр» означає «Чотири брати», але за кордоном некрополь більше відомий під назвою «Місто мертвих».

## Історія

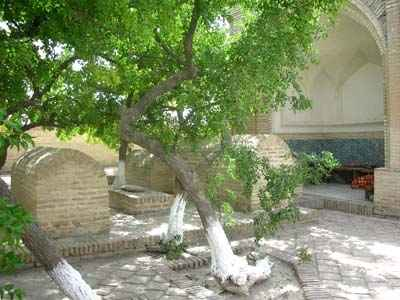
Мазар Святого Хазрата Ішана Імло

Зведення некрополя почалося ще за часів Саманідів, коли Джуйбарські сеїди вже обіймали в Бухарі важливі державні посади. Найбільш давня частина некрополя — це поховання Абу Бакр Сад Абу-Бакра Сада. Абу Бакр Сад вважається «нащадком пророка» і пращуром глави Джуйбарських шейхів, тобто засновником усієї династії Джуйбарських сеїдів. Основні будівлі побудовані в епоху узбецької династії шейбанідів у XVI столітті.

## Опис і стан об'єкта
Некрополь Чор-Бакр є своєрідним «містом мертвих» — у ньому є вулиці, дворики, ворота, але замість будинків всюди фамільні дахми й надгробки. У центрі некрополя знаходяться три основні будівлі — мечеть, ханака і медресе. Передні фасади у мечеті і ханаки зроблені у вигляді порталів з аркоподібними склепіннями, бічні ж фасади виконані у вигляді лоджій, розташованих у два яруси.